# Franco Scala
Franco Scala   (Imola, 1937) és un pianista i professor musical italià.

## Biografia
Llicenciat al Conservatori de Bolonya després d'estudiar amb Gherardo Macarini Carmignani, va estudiar amb Carlo Zecchi a l'Acadèmia Santa Cecília de Roma i després va actuar en concerts a Itàlia i a l'estranger.
Després de quatre anys a S. Cecília, Scala va ensenyar durant trenta anys al Conservatori Rossini de Pesaro.
El 1981 va fundar i dirigeix l'Acadèmia Internacional de Piano d'Incontri col Maestro" a Imola, la seva ciutat natal. Maurizio Pollini i Làzar Bérman el van ensenyar. El 2013, va deixar la direcció de l'Acadèmia a Vladimir Ashkenazy. A més del piano, també imparteix classes de música de cambra.

## Alumnes notables
- Irene Inzerillo
- Vanessa Benelli Mosell
- Gianluca Cascioli
- Roberto Cominati
- Ingrid Fliter
- Davide Franceschetti
- Gianluca Luisi
- Marco Farolfi
- Alberto Nosè
- Enrico Pace
- Simone Pedroni
- Igor Roma
- Juliana Steinbach
- Giorgia Tomassi